# T-50坦克
T-50輕型步兵坦克是蘇聯於第二次世界大戰爆發初期研製的輕型步兵坦克。該車的設計有許多先進的特點，但其車體複雜、生產昂貴，因此只有一段很短的生產時間，僅有69輛被製造了出來。此外，在準備大量生產該車時，蘇聯根據戰時經驗認為其沒有繼續生產的必要，便終止了T-50極為短暫的生產。

## 生產歷史
T-50坦克是蘇聯在二戰前夕為紅軍所設計的輕型坦克。根據在西班牙內戰中所得到的經驗，蘇聯軍方認為有必要將坦克進行升級，或替換掉目前的龐大坦克軍團。1939年以前，大部分的蘇聯坦克都是自外國坦克改良而成的設計。例如數量最多的T-26輕型步兵坦克就是模仿自英國的維克斯六噸坦克，再加上蘇聯設計的砲塔和45公釐主砲而成的。然而，就在戰爭爆發前與戰時蘇聯開始發展新式輕型、中型和重型坦克，且都是以其本身功能為考量而設計；而T-50輕型坦克卻是被設計用來取代T-26步兵坦克，在原訂計畫裡T-50應會是產量最多、且與BT快速坦克一起作戰的武器。
T-50坦克的發展開始自1939年、列寧格勒S.M.基洛夫第185號工廠的OKMO坦克設計局（由金茲堡（S.Ginzburg）和特羅揚諾夫（L.Troyanov）領導）提出的SP方案（Soprovzhdeniya Pekhoty，步兵支援）。最初的原型車稱為T-126與T-127，雖然性能未比較早發展的T-46-5方案來的優良，但最後還是選擇了較重的T-126來發展。由於原本的設計局已在大清洗中損毀殆盡，因此於1940年5月轉接由伏洛希洛夫第174工廠（K.E. Voroshilov Factory Number 174）負責。特羅揚諾夫於1941年1月完成了T-50的設計並被批准了生產，但因為技術問題而遲遲無法進行。
同時，為了大量替換BT快速坦克，烏克蘭的KhPZ工廠也設計出了一種遠超過預期的坦克，即是性能極為優秀、符合經濟效益的T-34坦克。
在德國於6月發動巴巴羅薩作戰入侵蘇聯後，坦克工廠被迫遷移到了烏拉爾山一帶。部份的OKMO還被遷移到了鄂木斯克，到了9月生產終於開始。然而T-50坦克雖然有著優異的設計，但仍有著技術性的問題，而且還發現了其昂貴的產能可以用來生產更多輛更優秀的T-34。同時，更為簡單的T-60輕型坦克早已進入大規模生產階段。最後，共有69輛T-50坦克被生產了出來（只有48輛有武裝），1942年1月時生產終止。
有些坦克設計局仍繼續嘗試設計新式步兵坦克，如T-45就由第174號工廠和基洛夫斯基第100號工廠繼續發展。但由於T-34坦克的需求量持續上升，且野戰部隊對步兵坦克興趣缺缺，最後只能放棄其概念。

### 概述

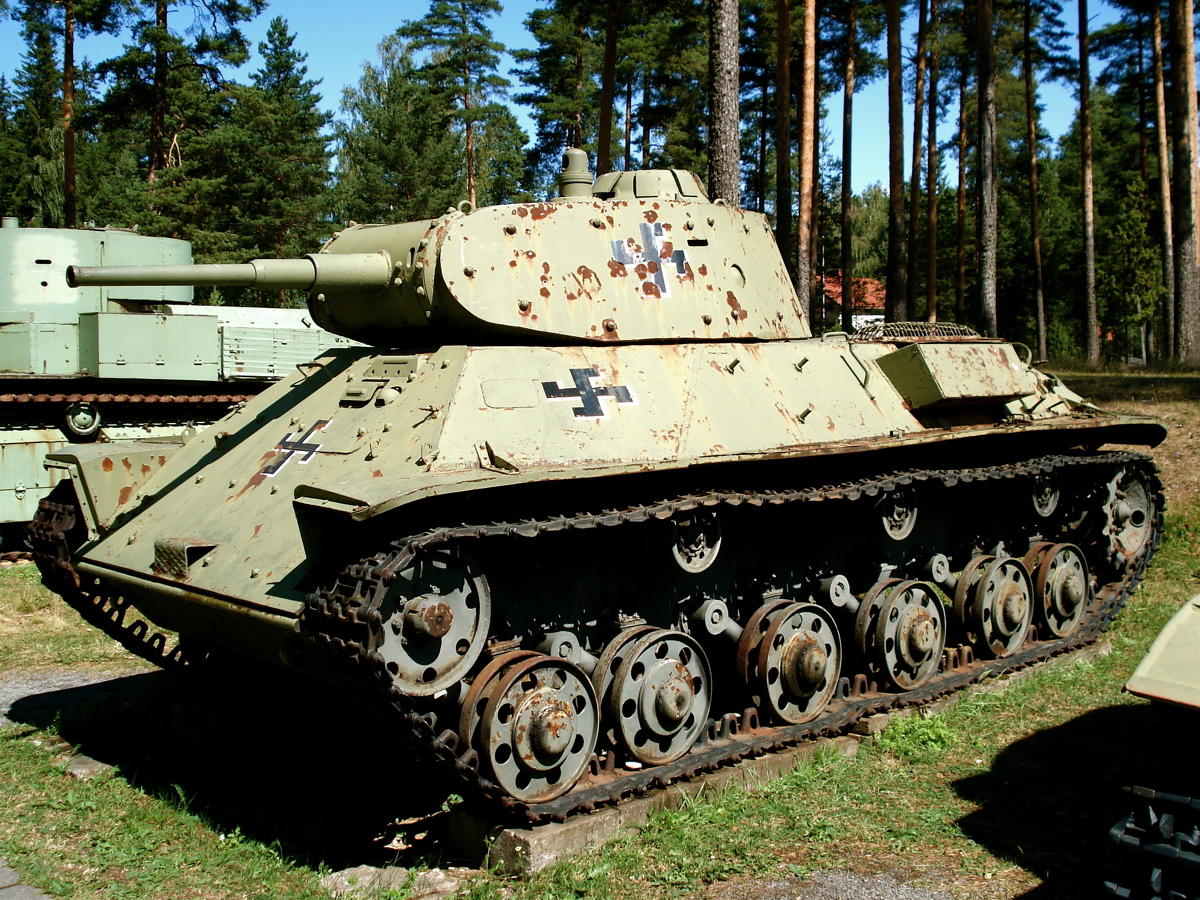
漆有芬軍標誌的T-50坦克

T-50有著當時算是先進的設計，包括扭力桿式懸吊系統、柴油引擎（在所有新式蘇聯坦克中已經通用）、傾斜式裝甲和全焊接製造的車身。有著優良的三人砲塔和車長指揮塔，這些在1942年前都未出現於其他蘇聯坦克。大部分1939年至1943年期間的蘇聯坦克不是單人砲塔就是雙人砲塔，這些戰鬥效率都遠低於三人砲塔。另外，所有的T-50坦克都擁有無線電，早期只有車隊隊長才擁有無線電裝置。
然而，T-50也有一些缺陷，如同大部分的蘇聯坦克，其內部非常狹窄。但主要問題是在於它的V-4引擎。T-50使用的是專用的V-4引擎，而不像其他蘇聯輕坦克可使用標準的卡車引擎，如T-60坦克、T-70輕型坦克和SU-76自走砲使用的是標準GAZ卡車引擎。為了T-50而特別生產專用的引擎，使得其生產成本變得相當昂貴且不符合經濟效益，那些產能原本可用在有更通用的坦克引擎上，如更有機動力的BT-8快速坦克、T-34中型坦克、KV-1、IS-2重型坦克和他們的衍生車輛皆使用的標準12汽缸V-2型柴油引擎。另外，V-4引擎本身也不可靠，其設計上的缺陷一直無法解決；引擎的可靠性低與高成本的生產最後導致了T-50的生產時間極為短暫。

### 變形
該車共有2種不同版本，一種是基本款，一種是裝甲經過升級的版本。就在德軍入侵蘇聯前沒多久，許多蘇聯坦克以焊接和用螺栓附加額外鋼板來提昇防護力。有些KV-1重型坦克、T-28中型坦克、T-26輕型坦克和少數T-50坦克都有收到這種附加裝甲。這種以螺栓固定的附加裝甲裝在砲塔兩側與車體前部。普通的T-50坦克外觀看來較為「勻稱」。諷刺的是，T-50的裝甲升級是源於蘇軍錯誤的情報，誤認為德軍反坦克砲與坦克火力十分強大才進行此無意義的作業。經過升級的T-50坦克，其車身最厚處有57mm之厚。

## 戰鬥歷史

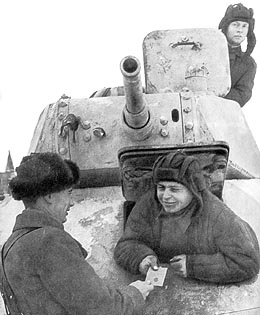
T-50與坦克兵

有少量的T-50坦克被佈署於列寧格勒前線，現今也有幾張戰鬥的照片存留著，但卻沒有相關的戰鬥紀錄。1944年時，有一輛裝甲經過升級的T-50坦克被芬蘭軍隊繳獲使用。從書面資料上來看，T-50應該能輕鬆應付任何早期的德國坦克，然而書面資料無法預期其在現實世界中的表現，T-50的戰鬥情形亦很難以確認。
大部分於1941年至1943年期間生產的輕型坦克都被認為不夠先進，但如T-60和T-70等，設計十分簡單。到了1943年，步兵坦克的功用已被認為是過時的，而且造價更便宜的SU-76自走砲也取代了輕型步兵坦克支援步兵的功能。輕型坦克在坦克部隊中的角色逐漸被T-34所取代。輕型坦克偵查與聯絡的功用也被便宜的裝甲車和租借法案所提供的加拿大和英國的瓦伦丁坦克與美國M3斯圖亞特輕型坦克所取代。

## 倖存的T-50坦克
現今至少還有2輛T-50存留著，一輛於芬蘭帕羅拉（Parola）的坦克博物館，該車為較後期的型號，車上還有以螺栓固定的附加裝甲。另一輛則是標準的T-50坦克，位於俄羅斯莫斯科郊外的庫賓卡坦克博物館。

## 資料來源
1. ↑  Zaloga 1984, p 64.
2. 1 2  .   [2010-08-05]. （原始内容存档于2010-09-18）.
3. ↑  Zaloga 1984, p 130.
4. ↑  .   [2010-08-05]. （原始内容存档于2009-05-15）.